# برشاوشان كلسي
برشاوشان كلسي (الاسم العلمي:Adiantum calcareum) هو نوع من النباتات يتبع جنس البرشاوشان من الفصيلة الديشارية.